# Guillermo Calvo
Guillermo Antonio Calvo (Buenos Aires, 1941) és un economista i professor argentí. Ha estat director del programa de direcció de polítiques econòmiques de la Universitat de Colúmbia a la seva escola d'estudis internacionals i afers públics (School of International and Public Affairs). Ha estat un investigador significatiu en el camp de la macroeconomia, especialment en política monetària, mercats emergents i economia de transició.

## Biografia
Guillermo Antonio Calvo és professor d'economia, estudis internacionals i assumptes públics i també director del programa d'adreça de polítiques econòmiques en la Universitat de Colúmbia des de gener del 2007. És un investigador associat en el Buró Nacional de Recerca Econòmica (NBER) dels Estats Units.
També va ser Economista Cap del Banc Interamericà de Desenvolupament (2001-2006), President de l'Associació Econòmica de Llatinoamèrica i del Carib(2000-2001) i president de la International Economic Association (2005-2008). Va ser estudiant de la Universitat de Buenos Aires en la carrera de Comptador Públic i de la Universitat Yale on va obtenir el seu màster en Economia i doctorat en Economia el 1974. Com a professor ha exercit a la Universitat de Colúmbia (1973-1986), Universitat de Pennsylvania (1986-1989) i Universitat de Meryland (1993-2006), a més va fer classes a Colòmbia i Perú.
Els seus premis i reconeixements inclouen entre altres: ser membre de l'Acadèmia Nacional de Ciències Econòmiques (Argentina) des de 1993, membre de la Societat d'Econometria des de 1995, el Premi Rei Joan Carles I d'Economia en 2000, membre de l'Acadèmia Americana de ciències des de 2005, un i un doctorat Honoris causa per la Universitat Torcuato Di Tella en 2012.

## Contribucions a l'economia
Les recerques de Calvo són àmplies, cobrint una varietat de temes rellevants de manera rigorosa i amb alt contingut pràctic per a l'aplicació de polítiques econòmiques. Les seves recerques sobre mercats emergents han tingut aplicacions no solament a aquests mercats sinó que han estat d'utilitat per entendre les economies avançades com les que es troben a la zona euro. Calvo ha estat un pioner que va incorporar temes del sector financer en els seus models macroeconòmics alhora que va emfatitzar el rol dels factors externs a les economies emergents (com per exemple les taxes d'interès, xocs de preus de commodities, etc). Les seves recerques han ajudat a ressaltar factors que la macroeconomia convencional no havia pres en compte i van resultar fonamentals per a l'enteniment de fenòmens com la crisi subprime de 2008.
Les seves contribucions continuen sent molt populars en les cites acadèmiques i cercles de polítiques econòmiques encara que moltes d'elles tinguin més de 20 anys d'antiguitat.